# Le Rêve d'une vie
Le Rêve d'une vie est une histoire en bande dessinée de Keno Don Rosa. Elle met en scène Balthazar Picsou, Donald Duck et ses neveux Riri, Fifi et Loulou, l'inventeur Géo Trouvetou et les Rapetou.

## Synopsis
Grâce à une invention de Géo Trouvetou, les frères Rapetou veulent s'introduire dans les rêves de Picsou et lui demander la combinaison de son coffre. Se croyant dans un rêve, il ne pourra pas résister.
Libéré par Filament, Géo court chercher Donald et ses neveux. Découvrant que quatre des six Rapetou présents sont déjà dans les rêves de Picsou, Géo y expédie Donald. Celui-ci parvient à expliquer à son oncle la machination en cours, mais au fur et à mesure, Picsou passe d'un rêve à un autre, chacun étant lié à un des exploits de sa jeunesse... jusqu'à son préféré, une nuit d'incendie à Dawson City, en 1898.

## Fiche technique
- Histoire n°D 2002 033.
- Éditeur : Egmont.
- Titre de première publication : I drømmeland (danois), En drøm for livet (norvégien).
- Titre en anglais : The Dream of a Lifetime!
- Titre en français : Le Rêve d'une vie.
- 26 planches.
- Auteur et dessinateur : Keno Don Rosa.
- Premières publications : Anders And Co (Danemark), 'Donald Duck & Co (Norvège) n°2002-B49, décembre 2002.
- Première publication aux États-Unis: Uncle Scrooge n°329, mai 2004.
- Première publication en France : Picsou Magazine n°375, avril 2003.